# インテリジェント・アーバニズムの原則

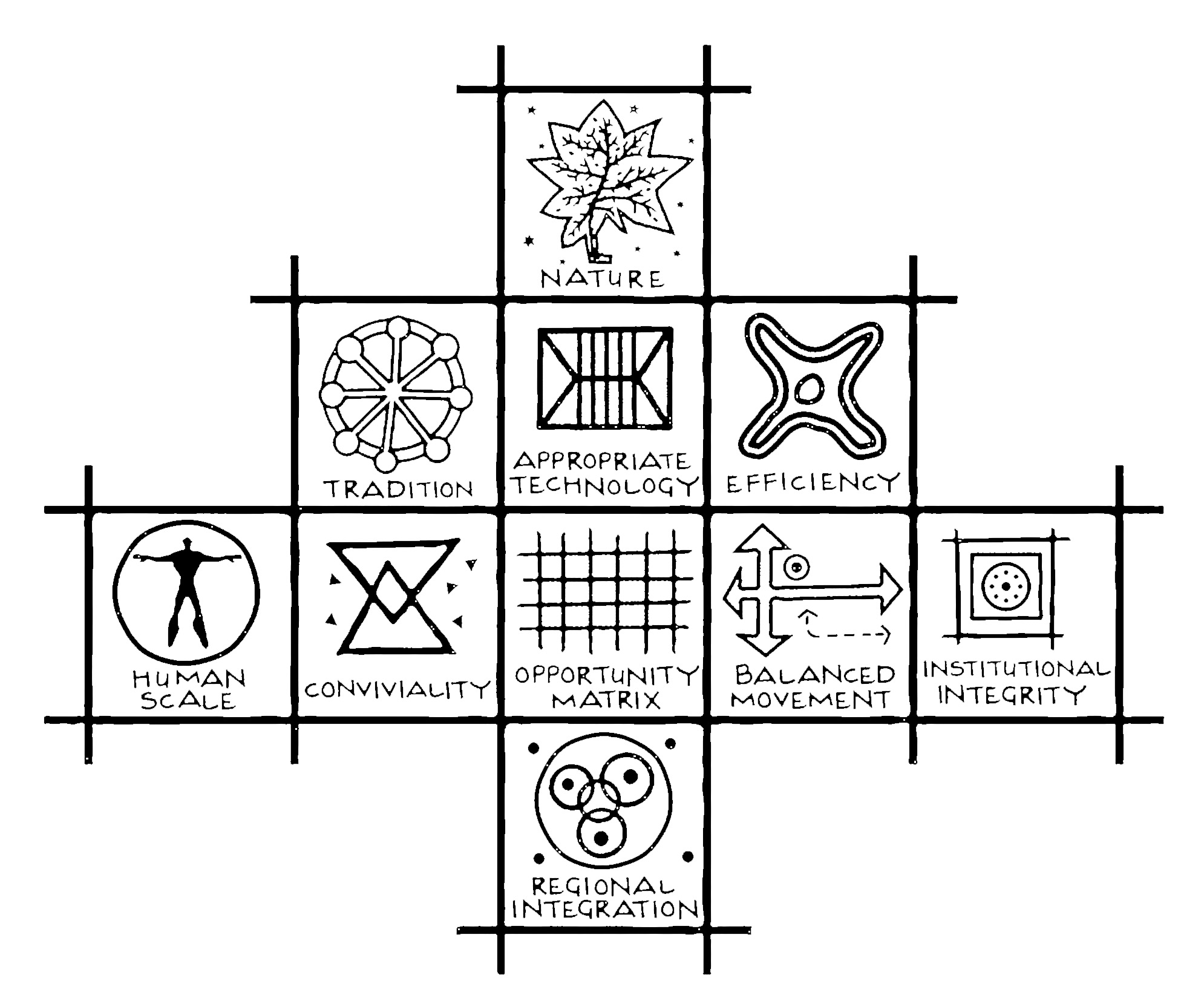
10の原則のアイコン

インテリジェント・アーバニズムの原則（インテリジェント・アーバニズムのげんそく、PIU : Principles of intelligent urbanism ）は、都市計画と都市設計の策定を導くための10の公理からなる知的都市主義の都市計画理論である。

## 概説
これらの公理は、多様な都市計画と都市管理上の懸念事項を調和させ、統合することを目的とし、環境主義・持続可能性・史跡保護、適正技術、インフラの効率性、プレイスメイキング、社会アクセス、公共交通指向型開発、地域統合 、人間の尺度、そして制度の完全性などが含まれる。この用語は、クリストファー・チャールズ・ベニンガー教授によって造られた。.
PIUは、国際近代建築会議（CIAM）が策定した都市計画ガイドライン、ハーバード大学先駆的都市デザイン学科（ホセ・ルイ・セルト率いる）で開発された都市デザイン手法、そしてチーム・Xが表明した懸念事項から発展した。それは、クリストファー・チャールズ・ベニンガーと彼の多くの同僚がアジアの文脈で作成した計画に最も顕著に表れている 。 これらは、ベニンガーが1971年に設立したアフマダーバードのCEPT大学 計画学部の計画カリキュラムの要素を形成している。また、ブータンのティンプーの新しい首都計画の基礎となった。

## 公理

### 原則1：自然とのバランス
自然との調和とは、資源の利用と搾取の区別に着目する。都市開発における森林破壊は土壌流出を起こし、帯水層枯渇、沈泥、洪水へと進む。このように生態系を保全するか破壊するかの境目に焦点を当てる。改善可能な脆弱地域、脅威にさらされている生態系、生息地を特定するための環境アセスメントを進め、保全、密度制御、土地利用計画、緑地設計などで制御する。また、ライフサイクル全体にわたる建物のエネルギー消費と汚染物質排出量の分析を推進する。
人間の居住強度により消費された資源は季節の自然の循環によって補充され、環境の均衡が保たれる。自然が毎年再生でき、生物量がその生態系内で生存でき、動植物の繁殖地が安全で、侵食がなく生物量が維持されていれば、自然は利用されているに過ぎないという主張が根底にある。
この原則の根底にあるのは、植物相と共生し、土壌を支え、丘陵を支える動物相がいなくなった時に、その境界線を越える脆弱な仮定である。その結果、侵食、排水路の堆積、そして洪水が発生する。後戻りできない地点を過ぎると、天然資源の利用は生態系の再生能力を上回る。そこから、劣化は加速・悪化し、森林破壊、砂漠化、侵食、洪水、火災、地滑りが増加していく。
この原則は、あからさまな「自然に反する行為」として、山腹の樹木の伐採、斜面での採石場、自然排水システムへの生活排水や産業廃棄物の投棄、過剰な舗装や土台作り、急斜面への建築などを挙げている。この都市理論は、脆弱な地域を保全し、生態系の保全を追求し、低密度居住地区を慎重に選定することで、都市の生態学的バランスを維持できると提唱している。このように、自然のバランスの中で機能し、環境を育む生態系の要素を保護し保全することを目標としている。このようにPIUの第一原則は、都市化が自然と調和していることである。

### 原則2：伝統とのバランス
伝統とのバランスとは、伝統的な慣習や様式の先例を尊重しつつ、既存の文化遺産と計画的介入を統合する 。地域文化遺産への尊重を要求し、人間の居住地の配置、建築計画の順序、様式の先例、装飾やモチーフを通して意味を伝えるシンボルやサインの中に、伝統的な知恵を求める 。気候、社会状況、利用可能な材料、技術への長年の適応により建築システムに生み出された秩序を尊重し、文化的価値を伝えるように設計された 建築様式やモチーフを推奨する。
歴史的建造物に着目し、既存の景観や眺望を「フレーム」として囲める空間を残すことを要求する。自然の景色や眺望を尊重し、建物が視覚的資産への視線を遮らないようにする必要がある。
地域特有の文化的・社会的図像、その標識やシンボルへの配慮が根底にあり、これらを都市空間の空間秩序に組み込むことが推奨される。芸術、都市空間、建築を通して表現される地域固有の知識と意味体系を用いて、都市計画の方向性と構造化を推進している。
計画上の決定は、伝統とのバランスを保ちながら、都市パターンの一般的な構成要素と要素を積極的に保護・推奨・保存する必要がある。

### 原則3：適正技術
適正技術とは、地域の状況に適合した建築材料、建設技術、インフラシステム、そしてプロジェクトマネジメントの採用を重視する。人の能力、地理的気候条件、地域で入手可能な資源、そして適切な投資は、いずれも技術を左右する。職人が豊富な場所では労働集約型の手法が適しており、余剰貯蓄がある場合は資本集約型の手法が適している。あらゆる問題には、適用可能な潜在的な技術が幅広く存在し、技術と他の資源の適切な組み合わせを確立する必要がある。支持者たちは、都市の公共設備やサービスの物理的な広がりを選挙区に重ね合わせることで、説明責任と透明性が向上し、市民社会に必要な都市技術システムと代表者が相互に連携できると主張している。この原則は、「スモール・イズ・ビューティフル」の考え方や地域資源の活用と合致している。

### 原則4：共存
第四の原則は、公共の場所を通じた社会関係を支えることである。個人の慰め、交友関係、ロマンスや家庭生活、隣人愛、コミュニティ、そして市民生活のために、それぞれ交流範囲に向けて考案された場所で行われる。活気のある社会は影響し合い、社会参加を促進し、構成員が集まり、出会いの機会を数多く提供する.。 これは設計次第で可能であり、社会は空間が持つ社会関係の構造で機能する。この構造は社会階層のシステムとして概念化でき、各階層は居住地の構造と対応する物理的な位置を持つ。

#### 個人のための場所
孤独の場は、都市の森、丘陵地帯、静かな小川のほとり、公共庭園、公園など、瞑想や思索に耽ることができる場所、個人の意識が理性的な精神と対話する静かな場所である。無為で行き当たりばったりの思考は、現代生活の複雑さを整理し、明白なものを浮かび上がらせる。こうした自然環境の中で、さまよう心は規律とバランスを見出す。儀式用の門、方位を示す壁、その他の「静かな装置」を用いて、これらの空間は区切られ、神聖なものとされる。個人の場所は内省を育む。こうした空間は、公共の建物の前庭や中庭、あるいは図書館の思索に富んだ閲覧室などにもなり得る。瞑想は思考を集中させる。個人が自己分析と自己実現 (self-realization) を通して成熟するための領域を創造する。

#### 友情の場所
都市計画には「美しく親密な友情」のための空間、つまり自由な対話が生まれる空間がなければならない。そのような場所は現代の都市構造の中に自然には存在しない。友人と出会い、人生の問題、悲しみ、喜び、ジレンマを語り合えるような、都市中心部、都市ハブ、都市集落、そして近隣地区の綿密な設計の一部として位置づけられるべきである。この場所は、人のメンタルヘルスにとって重要で、精神を健全に保ち、友情が芽生え、育むのである。

#### 家族の場所
それは家族のための住居、親しい仲間のための家、そして若い労働者が共通の台所を使うような空間が必要だ。構成がどのようなものであれ、家族や血縁関係など、社会集団が自ら世帯を形成し、独自の領域を持つ必要がある。これらの家庭的領域は、家族が生活し、日々の生活機能を遂行する場所である。この第三の共生の層は、個人が社会化して人格を形成する場所である。
この公理に従って計画された住宅群は、多様な世帯構成や状況に対応する多様な世帯形態の可能性を生み出す。世帯は年月とともに変化し、都市計画で規定される複雑なニーズと能力のマトリックスに対応する多様な住宅が必要となる。

#### 近所の場所
家族の場所は、より高次の社会である近隣社会へと集積されなければならない。優れた都市計画の実践は、設計を通して、このような社会空間を後押しする。社会生活における近隣社会において、公衆の行動は新たな次元を獲得し、集団は互いに平和に暮らすことを学ぶ。多様な世帯や個人間の社会契約は、近隣地域により後押しされ、より大きな社会集団における社会関係や交渉の合理的な基盤となる。近隣地域では、託児所・幼児教育センター・予防医療・基本的なインフラといった基本的なアメニティがコミュニティによって維持されている。

#### コミュニティの場所
かつて、コミュニティは共通の社会規範や文化的行動様式を持つ部族であった。現代の都市環境では、コミュニティには多様な人がいて、自分たちが共有する空間や風俗について話し合い管理する必要がある。PIUの計画では、アーバン・ビレッジと呼ばれ、農村の村と同様に、社会的な絆は、コミュニティによる安全管理、共有資源、そして社会空間の管理に見られる。アーバン・ビレッジには、 コミュニティによる管理  されるべき、明確な社会空間、サービス、アメニティが設けられる。アーバン・ビレッジは、自治体の選出議員の行政区、ひいては選挙区となるのが理想的である。これらのコミュニティには物理的な障壁はないが、独自の空間的・社会的な領域がある。PIUは、住民が互いの顔を認識し、共通の施設や資源を共有し、村の中心部で顔を合わせる機会が増える、密集した歩行可能なゾーンの創出を提唱している。この社会空間では、様々な活動に参加する自発性が求められる。地域住民の自発性と建設的な参加を促進することを目的としている。サービスやアメニティの管理に携わり、新しい人々と出会う機会も提供される。初等教育とレクリエーションエリアも整備されている。優れた計画実践は、地域に根ざした組織が共通の資源を管理し、共通の問題を解決できるコミュニティの場の創出を促進する。

#### 都市領域の場所
PIU は、都市レベルの領域を必要とする。誰もが利用できる社会空間で広場、公園、競技場、交通ハブ、遊歩道、パッサージュまたはギャラリーなどである。都市では、ショッピングモールや美術館などの「公共空間」を利用するには入場料が必要である。この社会階層は生物学的、親しい関係、対面、排他的な特徴によって定義されるものではない。これらの場所には、あらゆる大陸、近隣の地区や州、そして都市のあらゆる地域から人が集まるかもしれない。これらの空間は本来、物理的、社会的、経済的な障壁のない、アクセスしやすいオープンな空間である。この原則によれば、この領域の行動を規定するのは人間の行動規範である。こうした空間を守り、活気づけるのは、礼儀正しさ、あるいは文明である。下位層では、紹介、家族の絆、そして近隣の環境を通して人々と出会う。
これらの領域には、自由にアクセスできる大規模空間が含まれる。屋外展示・スポーツの試合・野菜の販売・商品の展示が行われる場所などである。街を訪れた人が地元の人の間を行き交う場所でもある。場所自体は変わらないかもしれないが、人々は常に変化している。最も重要なのは、これらの都市規模の公共領域が人々の交流を促進することである。見知らぬ人が出会い、交流するための暗黙の基本ルールを後押しする。多様性・多彩さ・多様な文化集団・そして民族の融合の力強さに対する市民の理解を育む。真に都会的な環境を定義するのは、こうした高次の社会空間なのである。
社会構造には、社会関係と相互作用の階層構造がある。PIU は、サイバースペースを共生のマクロな階層と捉えるが、インターネットの発達によって関係性を築く上で物理的な場所が無視されることはない。こうした物理的な場所は、それらに対応する「場所」のシステムに紐付けられる。優れた都市計画の実践は、こうした「場所」を都市構造の構成要素として計画・設計することを推進する。

### 原則5：効率性
効率性の原則は、成果と資源消費のバランスを計画的に考える。成果には快適性・安全性・セキュリティ・アクセス・保有権・生産性・衛生などがあり、資源の消費にはエネルギー・時間・財政資源などがある。公有地・道路・施設・サービス・インフラネットワークの共有を最適にし、世帯当たりのコストを削減し、住宅価格・生産性・アクセス・都市の持続可能性を高める。
公共が必要とする様々なシステムの成果と、必要なエネルギー、資金、管理時間、維持管理労力の消費を評価してバランスさせ、費用対効果を高める。
主な懸念は交通である。自家用車の利便性を認めつつも、エネルギー消費、舗装面積、駐車場、事故、貿易収支の赤字、汚染、関連する疾病率といったコスト（自動車の外部性）を自家用車の利用者に負担させようとしている。
優れた都市計画は、自動車依存ではなく、手頃な価格の公共交通機関の利用などを進める。コンパクトで歩きやすい多目的居住地において、中高密度から高密度の住宅地と、補完的な社会施設、便利な買い物、娯楽、公共サービスを提供する。コンパクトでウォーカブルなコミュニティになると、一人当たりの水道管、電線、ケーブル、道路が短くなり、庭、店舗、交通機関の停留所を多くの人が利用する
コンパクトな都市結節点は、地域の都市交通回廊に沿って点在し、公共交通機関を通じて地域の都市結節点を合理的な成長システムに統合している。優れた計画実践は、主要な起終点経路に沿って、清潔で快適、安全で迅速な公共交通機関の確実な運行を促進する。このようなシステムは、より安価で安全、汚染が少なく、エネルギー消費も少なくなる。
同じ原則は公共インフラ、社会施設、公共サービスにも当てはまる。コンパクトで高密度なコミュニティは、より効率的な都市システムを生み出し、住民一人当たりのコストを抑えたサービス提供を可能にする。
無駄の多い低密度の個別システムと、過剰資本化された巨大システムの間には、適切なバランスがある。低密度で断片化された配置で各世帯にサービスを提供する個別の浄化槽や井戸は、ろ過された中水を庭の灌漑に無料で使用できるが、維持管理が不十分な場合、地下帯水層の局所的な汚染を引き起こす恐れがある。これらの井戸は、特に干ばつ時に地下水位を劇的に低下させる恐れがある。浄化槽や井戸の利点は、地域社会に費用負担をかけずに、利用者自身が管理できることである。一方、大規模な都市下水道システムや上水道システムは、資本集約的で、管理・維持管理の機能不全、さらには民間企業による汚職や強要につながりやすい傾向がある。運営費、利用料、費用回収費用は高額である。コンパクトなコミュニティをカバーする中規模システムは、大規模インフラシステムの落とし穴に陥ることなく、最新技術を活用することができる。この都市主義の原則は、公共のインフラ、施設、サービス、アメニティに関して中道を推進する。
これらの適切な施設とサービス システムが選挙区と重なると、サービスへの対価と利用者の成果、管理された配信によるシステムの信頼性、効果的な代表による公式の対応の間の「イメージ」がすべて明確かつ透明になるはずである。
優れた都市計画の実践は、人口密度の高い都市回廊沿いや人口密集地帯でのコンパクトな居住地の形成を促進し、費用を分担する利用者数が十分であれば、効果的かつ効率的なインフラシステムを維持できる。戦略的な結節点や拠点で歩行者と公共交通機関を連携させ、歩行による移動を促進する。集水域が選挙区や行政管轄区域と重なる中規模のインフラシステムは、透明性のあるガバナンスと説明責任のある都市管理を実現する。

### 原則6：人間の尺度
人体の尺度に応じた地平面での歩行者中心の都市を推奨する。単一機能の街区が、歩行者専用道路で結ばれ、駐車場に囲まれた、歩行しやすい多目的利用のアーバンビレッジを推奨する。
都市計画、都市設計において、人が自由に集える、人に優しい場所、歩行者専用通路、公共空間の促進は、揺るぎない理念である。こうした空間には、公園、庭園、ガラス張りのギャラリー、アーケード、中庭、通り沿いのカフェ、川沿いや丘陵沿いの遊歩道、そして様々な半屋根付き空間などが挙げられる。
高速道路を走る自動車の尺度ではなく、歩道を歩く歩行者の尺度を重視する。また、建物外装のイメージや区画のモニュメント性ではなく、想像できる範囲の区画を平面図で表現する。そして、徒歩で移動しながら目線の高さで場所を個人的に視認できるように促す。
人工的な障壁を取り除き、対面での交流を促進することを提唱している。自動車、ゾーニング、そして孤立した地域への公共施設の建設は、いずれも人間の生活環境と人間性と都市の人間的尺度を劣化させると主張している。
都市のスプロール現象は、地域の目的地を結ぶ道路や共有空間に沿って歩行者循環ネットワークを整備することで克服できる。店舗、アメニティ、保育、青果市場、基本的な社会サービスは、公共交通機関の停留所周辺に集約し、職場、公共機関、高密度・中密度住宅地から徒歩圏内に配置し、公共空間は、住宅地、職場、娯楽、商業地区と一体化させるべきだ。社会活動や公共施設は、公共オープンスペースに面して配置する。これらの共有空間は、移動する人の交流の場となり、人が「スローネス」の世界、コミュニティ生活、そして人と人との交流へと立ち戻ることができる場所となるべきだ。
人間の尺度は、建物の塊を人間の尺度の共有空間へと「段階的に下げる」こと、アーケードやパビリオンを大きな塊への緩衝材として利用すること、共有空間と建物の塊を巧みに組み合わせること、身体計測に基づいた形態と自然素材を用いることで実現できる。伝統的な建築の先例には、しばしば人間尺度の言語が内在しており、そこから現代の建築様式が進化していく可能性がある。
PIUの焦点は、地平面、歩行者の動き、そして移動経路や幹に沿った相互作用、交差点、インタラクティブハブ、そして活気ある都市中心部にある。PIUは公共交通指向型開発 (TOD) と共通点があるが、PIUの目標は単に自動車に代わるものでも、自動車とのバランスをとることでもない。これらは計画における日常的な要件であり、PIUはあらゆる設計や都市構成に見られるものと想定している。PIUの目標は、人間の生活を豊かにし、人間の可能性の領域を拡大することである。
PIUは都市性を、寛容で、平和的で、融通が利き、繊細な交流と紛争解決に向かう人間の行動を促進するプロセスと捉えている。「都市性」は、人が現場で、高密度で、多様な社会的・経済的グループの間で、対面的に交流し、混ざり合う場所に生まれると認識している。PIUは、人間規模の交流を促進する設計と計画を通じて、「都市性」を育む。

### 原則7：機会マトリックス
PIUは、都市を個人・社会・経済発展の手段と捉え、様々な組織・サービス・施設・情報アクセスを通して、雇用・経済活動・教育・レクリエーションの促進といった多様な機会を提供するものとしている。この理念は、住居・医療・人材育成へのアクセス向上・安全で衛生的な環境の向上を目指している。都市は経済的機会の場である。一般的には、都市の年間純生産・豊かな都市経済基盤・持続的な雇用創出・都市貿易収支として言及されている。これは都市に定住する個人にも当てはまることが重要である。さらに、都市は個人が知識・スキル・感受性を高めることができる場でもある。都市は医療や予防医学へのアクセスを提供する。都市は、個人が生存のための闘いを離れ、人生のより良いものへと進むことができる、幅広いサービスを提供する。
PIUは、都市を個人の定義と自己発見の触媒と捉えている。都市で人はインスピレーションを得て、達成への意欲を育み、個性、スキル、知的好奇心といった側面を発見し、それらを活用してアイデンティティを形成していく。
都市は様々なサービスと施設を提供しているが、農村部ではその実現が住民の全身全霊の努力が必要だ。飲料水・下水道・調理／暖房／照明用のエネルギーはすべて配管・配線で供給されており、廃棄物処理や雨水排水は当然のこととされている。都市は道路、公共交通機関、電話、インターネットを通じて住民の暮らしに便宜を図っている。効果的な警察システムや裁判所によってもたらされる平和と安全は、都市には当然備わっているとみなされている。さらに、学校・レクリエーション施設・医療サービス・都市の市場で提供される無数の専門サービスもある。
PIUは、都市を機会システムと捉える。しかし、これらの機会は平等に分配されているわけではない。安全・医療・教育・住居・衛生、そして何よりも雇用へのアクセスは平等ではない。都市は市民がそれぞれの能力と努力に応じて成長できるよう、平等化の役割を果たすと考えている。都市が機会を生み出す制度であるならば、PIUは都市システム内における機会への平等なアクセスを推進する。
PIUは、教育・医療・警察による保護・法の裁き・飲料水・様々な基本サービスへのアクセスの保証を推進する。おそらくこの原則こそが、他のエリート主義的で効率重視の都市憲章や体制とPIUを区別する最大の要素と言えるであろう。
PIUは、すべての世帯が同等の家に住んだり、同じ乗り物で移動したり、同じ量の電気を消費したりすることを意味するものではない。
PIU は、貧困・無知・不健康・栄養失調・低技能・性の不平等・都市システムへの無知といった問題を認識し、不平等や社会経済発展の遅れに勇気を持って立ち向かう。都市計画を物理的な計画としてだけでなく、社会計画、そして経済計画としても捉える。
スマートシティの住民は「標準的な量」の都市開発を経験すべきではない。つまり、人の生まれは平等の場合もあるが、成長は不平等である。過去の不平等や個々の課題に対し、都市が多様な解決手段や道を提供することが重要である。自由社会の最も顕著な側面であり、参政権よりも機会を掴めることこそが自己解放と人間開発の本質である
都市住民には様々な問題に直面し、解決のための多様な機会と道が必要である。経済活動・健康・住居・食料・教育・レクリエーション・交通など、ストレスを生む10の問題領域があるならば、解決できる多様な機会があるはずだ。10のストレスを解決するには、10の道が必要だ。この機会マトリックスを理解し、対応すれば、都市は真に機会マトリックスとして機能することになる。例えば、住居の機会は、ロッジ・賃貸・ワンルームマンション・ベッドルーム付きマンション・戸建てといった道で得られる可能性がある。所有権の道・自助努力の機会・段階的な住宅供給・スラム街の改善を通じて得られる可能性もある。PIUは、あらゆるストレスが感じられる状況に対し、幅広い問題提起、選択肢、そして多様な解決策を推進する。
PIUは、都市をプロセスと捉える。優れた都市計画はこれらのプロセスを促進し、障壁を設けるものではない。例えば、「スラム」を社会の汚点と見なすのではなく、都市への参入機会の経路となる可能性を見出している。そのような居住地は、都市に移住してきた新しい移民世帯にとって、雇用と教育へのアクセスが容易で、手頃な唯一の住居となるかもしれない。都市計画がそのような居住地を無視したり破壊すると、障壁と絶望の都市を作り出し、都市に良い貢献をしている貧しい家族が、生存に必要な最低限の物資さえも得られない状況を作り出すことになる。一方、都市計画が「スラム」を自己啓発のメカニズム、子供たちが教育を受けるための出発点・飲料水や基本的な衛生設備・街灯・舗装などによって改善できる場所であると認識すれば、機会のための計画となる。インテリジェント・アーバニズムは、希望のスラムと絶望のスラムが存在すると考えている。そして、個人の機会だけでなく、国家建設   にも貢献する希望のスラムを推奨する。
機会マトリックスは、若手プロフェッショナル、熟練した高給日雇い労働者、上位中産階級、そして裕福な起業家といった層にも対応しなければならない。多様なニーズ、支払い能力、立地条件、そして住宅開発レベルに対応すれば、機会は創出される。
資本主義が機会の論理的な提供者であると確信しているが、それだけでは公正で効果的ではない。土地制度を市場の力だけに委ねると、排他的で機能不全な社会が生まれる。PIUでは、都市の機会マトリックスに介入する市民社会が不可欠な役割を担うと考える。
次のような機会を促進する。
- 基礎教育、初等教育、スキル開発、都市世界に関する知識。
- 基本的な医療、飲料水、固形廃棄物の処理および衛生。
- 雨水排水路、街灯、道路、歩道などの都市施設。
- レクリエーションおよび娯楽
- 輸送、エネルギー、通信
- 住民参加と議論。
- 金融および投資メカニズム
- 商品やサービスを生産できる土地・建築空間。
- 基本的な経済インフラ。
- PIUは、活動や機能が互いに妨げられることなく行われる広範囲のゾーン、地区、区域を提供する。

公共の枠組みが企業に機会を提供する場合にのみ、企業が繁栄できると提唱している。この機会システムは、経済／社会インフラへの公共投資・適切な資金・税制優遇措置・労働者の技能開発に対する補助金といったインセンティブ、そして環境・安全・衛生・健康を守る規制を通じて機能する。予測可能なリターンで投資できる安定した競争環境を確保するためには、ある程度の規制が必要である。提唱者は、政府の規制こそが民間投資を詐欺から守る手段であると主張している。政府の規制こそが、自由市場の基盤となる条件を守る手段なのである。

### 原則8：地域統合
PIUは、都市を持続可能性に不可欠な、広範な環境・経済社会学・文化地理システムの有機的な一部と捉えている。この影響圏は都市圏である。PIUは都市圏を都市と一体的に結び付けているものと捉え、都市と背後地域の計画を、一つの包括的なプロセスと捉える。成長を地域現象として認識しなければ、開発は幹線道路沿いに少しだけ前進し、自治体の管轄区域を越えて谷を登り、都市境界、開発規制、都市税制の適用範囲外に留まるという、石蹴り遊びのような状態に陥ると主張する。
都市圏とは、従業員や学生が日々通勤する流域と定義できる。小売や娯楽のために、別の都市を訪れることを選択する流域でもある。経済的には、都市圏には卸売市場、銀行施設、交通ハブ、情報交換に依存する後背地が含まれる場合がある。統合を必要とする地域は、生鮮食品、薪、建築資材を都市に供給する地域と見なすことができる。経済地域は、都市内の交換局によって管理される地域とも定義できる。地域への電話は都市の通信交換局を経由し、郵便は都市の総合郵便局を経由し、送金は都市の金融機関を経由し、インターネットのデータは都市のサーバーを電子的に経由する。「都市の交換局」が物質を分散させる地域は、都市の経済的後背地または地域と呼ぶことができる。通常、地域には寮制コミュニティ、空港、貯水池、生鮮食品農場、水力発電施設、屋外レクリエーション施設など、都市を支えるインフラが含まれる。インテリジェント・アーバニズムでは、これらのサービスと施設の統合的な計画を都市計画プロセスの一部として捉えている。
PIUでは、都市に結びついた社会的・経済的地域にも物理的な形態、つまり地理的特徴があると理解している。流域の階層構造によって谷が形成され、近隣地区の境界が定義され、地理的特徴が生ずることもある。森林地帯、動物相、鳥類の生息地はこのような地域内に設定され、移動と相互交流のための自然の回廊で結ばれている。このより広範な環境シナリオでは、流域、地下帯水層システム、および地域全体で機能するその他の自然システムという観点から都市主義を概念化する必要がある。道路、水力発電盆地、灌漑用水路、貯水池、関連する配水網などの経済インフラは、通常、地形に沿って配置される。地域の地理的ポータルや管理線によって、防衛およびセキュリティ システムの配置が定義される場合もある。
PIUでは、都市から地域への人口流出が常にあり、地域の人口は仕事・買い物・娯楽・医療・教育のために都市に移住することを認識している。綿密な計画により、地域は都市の負担を軽減できる。都市部内の伝統的および新興の居住地を改良し、高密度化することで、都市部の世帯の増加に対応できる。都市内には、成長しつつあるものの都市の居住環境とは相容れない活動が数多く存在する。大規模で騒音や汚染の原因となる工場や製造工場などがその例である。大規模な卸売市場・倉庫・自動車整備工場・廃棄物処理施設などは、都市の境界外にある独自の衛星地域に設置する必要がある。大規模な都市集積地では、町や都市が都市中心部の周囲に集まり、大都市圏を形成する。
PIUとは、現在だけでなく、遠い未来も計画することである。ユートピア的なものではなく、自らの境界内、そして遠い未来の境界内における将来のシナリオを予測する必要があるという点で、未来志向的である。

### 原則9：バランスの取れた動き
PIUは、歩道・自転車道・バスレーン・ライトレール・地下鉄・自動車専用道路などを含む統合交通システムを提唱し、適切な移動手段のバランスが提案される。より資本集約的な交通システムは、高密度のノードとハブの間を移動し、そこで低技術の移動手段と乗り換えることになる。これらの結節点は、高密度で歩行者が多く、多目的に利用できる都市集落を形成する公共領域となる
PIUは、自動車は今後も存在し続けるものの、必須のものにしない都市設計をすべきと認めている。適切に計画された大都市は、公共交通機関の回廊沿いや主要都市の中心地周辺で高密度化する。小規模ながらも高密度な都市結節点は、中程度の密度、公共施設、歩行者アクセスを備えたマイクロゾーンと捉えられる。これらの地点では、バス路線と自転車道の間など、より低レベルの結節点の分岐が発生する。PIUは、結節点の分岐点を、都市の交流の場、そしてサービスや施設へのアクセスの場と捉えている。交通手段の分岐は、徒歩、自転車、自動車、公共交通機関の間で行うことができる。バス路線は、鉄道を基盤としたより大規模な高速移動回廊につながる可能性がある。移動回廊の密度が高まるにつれて、社会経済インフラもより集約的になる。

### 原則10：制度の透明性
熟慮された原則に沿った優れた実践は、適切なデータベース・正当な権利・市民の責任と義務に基づいた説明責任・透明性を伴う。その実現には効果的な参加型の地域統制が必須である。 PIU は、適切な都市の実践・システム・形態のために都市開発管理の促進・宣伝ツールを活用する。 PIU が推進する原則や実践は、都市開発をあらゆる側面から定義・誘導・合法化する強力で合理的な制度的枠組みが必須だ。PIUでは、制度的枠組みの規則や規制が明確であり、措置の行使は完全にオープンで、記録され、透明な方法で実施しなければならないと想定している。
PIUは、市民が誠実な目的を達成できるよう支援する。市民を規制したり管理したりするのではなく、市民が提案を処理するために必要な要件、手順、および書類を削減することを目指す。
PIUは人が機会を真に活用し利益を増やすことに寄与する。住宅を建設できる世帯向けの用地・サービス計画を推進し、基本的なサービスが不十分な集落のグレードアップを促進する。さらに、都市の発展に貢献できる様々な主体への革新的な資金調達を促進する。PIUは、例えば大規模な都市開発計画の「パッケージ化」といった政府の役割を限定的にすることで、政府が担っていた都市プロジェクトの実際の建設と販売を民間部門が担うことを促進する。
PIUは、自らを純真だとは考えていない。建設物に長期的な保証を付けず住宅を明け渡し、利益を得て立ち去ることしか考えていない開発業者やプロモーターがいることを認識している。こうした事業を防ぐため、開発規制は不可欠である。開発規制は、彼らが投資する製品が安全で、衛生的で、秩序があり、耐久性があり、効率的であることを市民に保証する。賢明な市民にとって、こうした規制は、複雑な社会が共存していく上で必要な、市民が理解すべきことを示す。
PIU は、都市の管轄下にあるすべての土地の境界が定められ・測量され・特徴づけられ・記録され、その土地の法的所有者・法的用途・それに対する税金の滞納が登録される地籍制度が必要であると主張している。
制度的枠組みは、土地の利用方法・サービス提供方法・アクセス方法を規定する構造計画書などの文書が必要だ。構造計画書は、土地所有者と開発事業者に開発のパラメータを示し、当面の投資が安全であること、そしてその投資の収益と利用が予測可能であることを保証する。構造計画書は、所有者と投資家に予測可能な将来シナリオを提供することを目的としている。都市は、主要なインフラシステムと公共設備の効率的なパターンを必要としている。土地は賢明に利用される必要があり、補完的な機能と活動をコンパクトで多目的な用途地域に編成し、相容れない用途を別々の用途地域に分離する必要がある。同様に、史跡と環境を法的に保護できるのは計画を通してのみである。自然・宗教施設・史跡・緑地といった公共資産は、法的計画書に指定されなければならない。
PIUは、都市の成長、発展、強化を導く構造計画等によって都市とその周辺地域を法的手段として規制することを提案している。
計画策定には「利害関係者」の参加が必要だ。公開会議、異議申し立ての聴聞会、そして異議申し立てへの透明性のある対応プロセスが制度化されなければならない。PIUは住民参加を推奨する。地域計画は、地域の課題に対処し、計画の目的、構成、基準、パターンに関する地域の意見や感情を考慮に入れたものでなければならない。こうした計画は、道路、公共オープンスペース、アメニティエリア、保護地域を示す区画の配置を示す。土地プールは、公共インフラとアメニティの提供から受益者が比例的に負担することを保証し、一部の個人が計画の不利益を被ることはない。
土地とサービスへの過剰な負担を防ぐために、容積率制度が必要だ。敷地全体をカバーするアクセス道路・アメニティ・公共設備の利用において、定められた「公平な割合」を超えて、単一の区画所有者が利用すべきではない。容積率は、公共サービスの利用方法を規制することで、この関係を緩和する。開発権の譲渡は、計画に基づいて土地が留保された土地所有者に利益をもたらす。また、構造計画を実施するための土地購入資金が不足している地方自治体にも利益をもたらす。さらに、高額な土地購入費用を償却しなければならない都心部の集中開発プロジェクト推進者にも利益をもたらす。留保地の所有者から開発権を購入し、計画実施機関に譲渡することを可能にする。これにより、地方自治体は道路を拡張し、構造計画を実施することができる。そして、地方自治体は必要な開発権を都心開発推進者に譲渡する。
PIUは、保存すべき伝統があり、文化的伝統を強化する意図で前例の建築要素、モチーフ、言語を特定する建築ガイドラインを支持する。現代的な機能を取り入れるために構成要素が大きく変化するとしても、建物のデザインは伝統的な要素を尊重しなければならない。グリーンフィールド環境であっても、建物の形態・規模・・色彩・パターン・モチーフ・素材・外装の調和と連続性を確保するために、建築ガイドラインが求められる。
PIUは、建物の設計と建設において、安全性・衛生性・耐久性・実用性を重視する。学校・病院・その他災害時に避難所となる可能性のある公共施設など、多くの人が集まる場所では、特別な配慮が必要である。これらの目的を達成する手段として、適切な建築基準が提案されている。
建物を設計する者は専門資格を有する建築家でなければならない、構造物 (特に地上 2 階以上) を設計する者は専門資格を有する構造エンジニアでなければならない、建物を建設する者は資格を有する土木エンジニアでなければならない、そして、建設を監督および管理する者は資格を有する建設管理者でなければならない。PIUは、都市づくりのプロセスの専門化を促進する。専門性を促進しながら、開発プロセスの障害にならないようにすることを提案している。小規模な構造物・低層の構造物・多くの人が住まない質素な構造物は、居住者自身が設計し、建設することができる。都市開発が適切な技術的能力を使用しているかどうかを確認するために、公認の専門認定委員会または専門機関が必要だ。
最後に、法定の地方政府が、都市開発や現代都市が後援しなければならないあらゆる機会について、行動、管理、投資、サービス、保護、促進、促進する権限を与える 法律が必要である。
PIUは、都市・地方自治体・地域開発委員会・計画機関が専門的に管理されるべきと主張する。都市管理者は、サービスの提供・計画開発の計画と管理・公共設備の維持管理・アメニティの整備などを行うために雇用される。
PIUは、計画・都市設計・住宅配置を、計画される人々の表現と捉える。したがって、計画プロセスは、様々なステークホルダーを巻き込んだ参加型でなければならない。プロセスは透明性が確保され、人々の意思を守る立場にある特権を持つ人が、自らの決定と選択に責任を負うものでなければならない。PIUは、都市計画と都市統治を、 市民性の最も顕著な表現と捉える。PIUは、透明性、説明責任、そして合理的な公共意思決定を強化する制度システムの進化を促進する。

## 10の原則を実践する運動
都市設計の理論と実践は、必ずしもPIUに則っているわけではないが、部分的に合致する例がある。同時に、ニューアーバニズムとニュークラシカルアーキテクチャ の最近の動きは、スマートグロース、伝統建築、古典主義建築を高く評価し、発展させる持続可能な建設アプローチを推進している 。これは、モダニズム建築とグローバル建築様式とは対照的であり、孤立した住宅団地と郊外のスプロール化に反対している.。両方の傾向は1980年代に始まった。ドリーハウス建築賞は、ニューアーバニズムとニュークラシカル建築の取り組みを表彰する賞であり、賞金はモダニストのプリツカー賞の2倍である。